# الکساندرا نشیتا
الکساندرا نشیتا (انگلیسی: Alexandra Nechita؛ زادهٔ ۲۷ اوت ۱۹۸۵) نقاش، خیر نیکوکار، و مجسمه‌ساز اهل ایالات متحده آمریکا است. او متولد رومانیا است که به ایالات متحده مهاجرت کرده‌است. نشیتا به خاطر فعالیت‌های هنری خود بارها توسط رسانه‌ها و جوامع هنری تحسین شده‌است.